# تودو
تودو (چینی ساده‌شده: 土豆网; چینی سنتی: 土豆網; پین‌یین: Tǔdòu Wǎng; ت.ت. 'Potato Net') یک وبگاه چینی اشتراک‌گذاری فیلم است که کاربران می‌توانند کیلیپ‌های خود را بار گزاری کرده و به اشتراک بگذارند. دفتر این وبسایت در شانگهای چین قرار دارد. پانزدهم آپریل ۲۰۰۵ تودو شروع به کار کرد و تا سپتامبر ۲۰۰۷ بیش از ۵۵ میلیون فیلم در روز در این وبسایت به اشتراک گذاشته می‌شد.
سال ۲۰۱۷ تودو یکی از وبسایت‌ها با پهنای باند بزرگ دنیا بود که بیش از یک پتابایت فیلم را به ۷ میلیون کاربر می‌رساند. در مقایسه با یوتیوب، فیلم‌های کمتری در یوتیوب به اشتراک گذاشته می‌شود، ولی مدت زمان فیلم‌ها در تودو بیشتر است. (تودو ۱۵ میلیارد دقیقه، یوتیوب ۷ میلیارد دقیقه).
این وبسایت برای به اشتراک‌گذاری بیش از ۵۰۰۰۰ فیلم در روز از تکنولوژی ادوبی فلش استفاده می‌کند. این فیلم‌ها شامل فیلم‌های وبلاگی، فیلم و کلیپ‌هایی از تلویزیون و موزیک ویدئو است. کاربرانی که در وب‌سایت ثبت نام نکرده‌اند اجازه تماشا این فیلم‌ها را دارند، در حالی که کاربران ثبت نام شده می‌توانند با استفاده از ابزار ویندوز به تعداد نا محدودی فیلم بارگزاری کنند.
در سال ۲۰۱۲ یوکو و تودو به توافق رسیدند در معاملهٔ سهام به سهام این وبسایت متعلق به یوکو شود و نامش به یوکو تودو تغییر کند.

## پیشینه
تودو توسط گری وانگ و مارک داچمن که در کنفرانسبرتلسمان در چین با هم ملاقات کرده بودند، بنیان نهاده شد. تودو در پین‌یین به معنای سیب زمینی است. این دامنه قبلاً با نام Toodo.com ثبت شده بود، سال ۲۰۰۶ وقتی دامنه در دسترس قرار گرفت، نام خود را به Toudo.com تغییر داد. به گفته مدیر عامل این نام از عبارت انگلیسی «couch potsto» الهام گرفته شده.
قبل از تودو، وانگ در ایالات متحده زندگی می‌کرد و برای کار در شرکت‌های چند ملیتی به چین بازگشت. تودو در ابتدا به عنوان یک شرکت وبلاگ‌نویسی ویدیویی مفهوم‌سازی شد و این سایت در ۱۵ آوریل ۲۰۰۵، با قالب فعلی، چند ماه پس از یوتیوب راه‌اندازی شد.
مانند بسیاری از استارت آپ‌های فناوری، تودو با بودجه کمی با یک تیم خام فناوری آغاز به کار کرد. در ابتدا با حدود ۱۰۰٫۰۰۰ دلار بودجه خود را تأمین کرد و سپس در سال ۲۰۰۵ حدود ۵۰۰٫۰۰۰ دلار سرمایه بیرونی به دست آورد.
اولین سرمایه گذازی جهت تأمین اعتبار آن در سال ۲۰۰۶ به مبلغ ۸٫۵ میلیون دلار از آی‌دی‌جی چین، GGV Capital (سرمایه‌گذاری جهانی گرانیت سابق) و JAFCO آسیا بود. بودجه دوم تودو در اوایل سال ۲۰۰۷ به مبلغ ۱۹ میلیون دلار بود و توسط General Catalyst Partners مستقر در بوستون و Capital Today مستقر در شانگهای و سایر سرمایه گذاران موجود تأمین شد. دور چهارم بودجه در تاریخ ۲۸ آوریل ۲۰۰۸، به مبلغ ۵۷ میلیون دلار از سرمایه‌گذاران موجود IDG Technology Venture Investment (IDGVC) , Granite Global Ventures و General Catalyst Partners و Rockefeller بود. آخرین بودجه در ۵ اوت ۲۰۱۰ به مبلغ ۵۰ میلیون دلار از هلدینگ‌های Temasek و سرمایه گذاران، تأمین شد.

### رشد سریع
طبق گزارش Nielsen/NetRatings در تابستان ۲۰۰۷ تودو یکی از سریع‌ترین وبسایت‌ها در زمینهٔ رشد بوده‌است. در عرض سه ماه فیلم‌های این وبسایت از تعداد ۱۳۱ میلیون به ۳۶۱ میلیون در هفته رسید. طبق یک نظر سنجی در سال ۲۰۰۷، تودو روزانه ۵۵ میلیون بازدید داشت؛ به اضافهٔ بارگزاری ۲۰٫۰۰۰ فیلم جدید در هر روز. طبق Nielsen/NetRating تودو به‌طور متوسط ۴۰ میلیون بازدید در هر ماه دارد.
طبق سرویس ردیابی iResearch، در اواسط ۲۰۰۷ تودو بیش از ۵۰ درصد از ویدئو مارکتینگ چین را در دست دارد. این وبسایت از ژوئن ۲۰۰۹ بیش از ۱۰۷ میلیون بازدیدکنندهٔ یکتا داشته‌است.